# Oriental (Caroline du Nord)
Pour les articles homonymes, voir Oriental.
Oriental est une ville américaine située dans le comté de Pamlico dans l'État de Caroline du Nord. En 2010, sa population était de 900 habitants.

## Histoire
La ville tient son nom du bateau à vapeur Sailing Steamer Oriental, construit à Philadelphie en 1861.

## Démographie
| 1900 | 1910 | 1920 | 1930 | 1940 | 1950 |
| ---- | ---- | ---- | ---- | ---- | ---- |
| 300  | 645  | 607  | 601  | 535  | 590  |

| 1960 | 1970 | 1980 | 1990 | 2000 | 2010 |
| ---- | ---- | ---- | ---- | ---- | ---- |
| 522  | 445  | 536  | 786  | 875  | 900  |

| 2020 | - | - | - | - | - |
| ---- | - | - | - | - | - |
| 880  | - | - | - | - | - |

## Source de la traduction
- (en) Cet article est partiellement ou en totalité issu de l’article de Wikipédia en anglais intitulé « Oriental, North Carolina » (voir la liste des auteurs).